# Faucett F-19
Faucett F-19 — единственный в истории авиации довоенный пассажирский самолёт, полностью построенный в Перу.
Самолёт был разработан конструкторами авиакомпании Faucett в начале 1930-х годов для собственных нужд. Опытный образец взлетел в 1934 году, после чего авиакомпания дала зелёный свет на серийное производство. Всего было построено 36 самолётов. Последний сошёл с конвейера в 1947 году.

## Лётные данные
Источник данных: Мировая авиация №127

Технические характеристики
- Экипаж: 2 человека
- Пассажировместимость: 6 человек
- Длина: 11,8 м
- Размах крыла: 17,7 м
- Высота: 4,35 м
- Площадь крыла: 40,5 м2
- Масса пустого: 2580 кг
- Максимальная взлётная масса: 4110 кг
- Силовая установка: 1 × ПД Pratt & Whitney Hornet S1E3-C
- Мощность двигателей: 1 × 875 л.с. (1 × 652 кВт)

Лётные характеристики
- Максимальная скорость: 290 км/ч (на высоте 2440 м)
- Крейсерская скорость: 225 км/ч (на высоте 3355 м)
- Практический потолок: 6700 метров
- Скороподъёмность: 305 м/мин.